# Comuna Lejre
Lejre (Lejre Kommune) este o comună din regiunea Sjælland, Danemarca, cu o suprafață totală de 240,07 km².